# Adam-lès-Vercel
Adam-lès-Vercel är en kommun i departementet Doubs i regionen Bourgogne-Franche-Comté i östra Frankrike. Kommunen ligger i kantonen Vercel-Villedieu-le-Camp som tillhör arrondissementet Pontarlier. År 2022 hade Adam-lès-Vercel 103 invånare.

## Befolkningsutveckling
Antalet invånare i kommunen Adam-lès-Vercel
Referens:INSEE